# Bad Doberan
Bad Doberan là một thị xã ở bang Mecklenburg-Vorpommern, Đức. Đô thị này có diện tích km², dân số thời điểm ngày 31 tháng 12 năm 2007 là 11.294 người. Đây là thủ phủ huyện Bad Doberan.
Bad Doberan có cự ly 15 km về phía tây của trung tâm thành phố Rostock và do đó thuộc một trong những khu vực phát triển nhất ở đông bắc Đức.
Thị xã này là một trung tâm du lịch nhờ khu vực Heiligendamm của Bad Doberan nằm ở bên biển Baltic. 